# Застенчивый
«Застенчивый» (англ. Girl Shy) — немая романтическая кинокомедия 1924 года с участием Гарольда Ллойда и Джобины Ролстон. Сценарий фильма написали Сэм Тейлор, Тим Уилан и Тед Уайльд, режиссерами были Фред Ньюмейер и Сэм Тейлор. 

## Сюжет
Гарольд Мидоуз (Ллойд) — ученик портного, работает у своего дяди в Литтл-Бенд, штат Калифорния . Он настолько стеснителен в общении с женщинами, что в разговоре с ними начинает заикаться (чтобы остановить заикание, дядя использует свисток). Несмотря на это Гарольд пишет книгу-руководство для юношей под названием «Секрет любви», в которой подробно описывает, как ухаживать за разными типами молодых женщин, такими как «вамп» или «флэппер» (их образы пародируют популярные фильмы того времени — Trifling Women (1922) и «Пылкая юность»). Для встречи с будущим издателем книги Гарольд едет в Лос-Анджелес. 

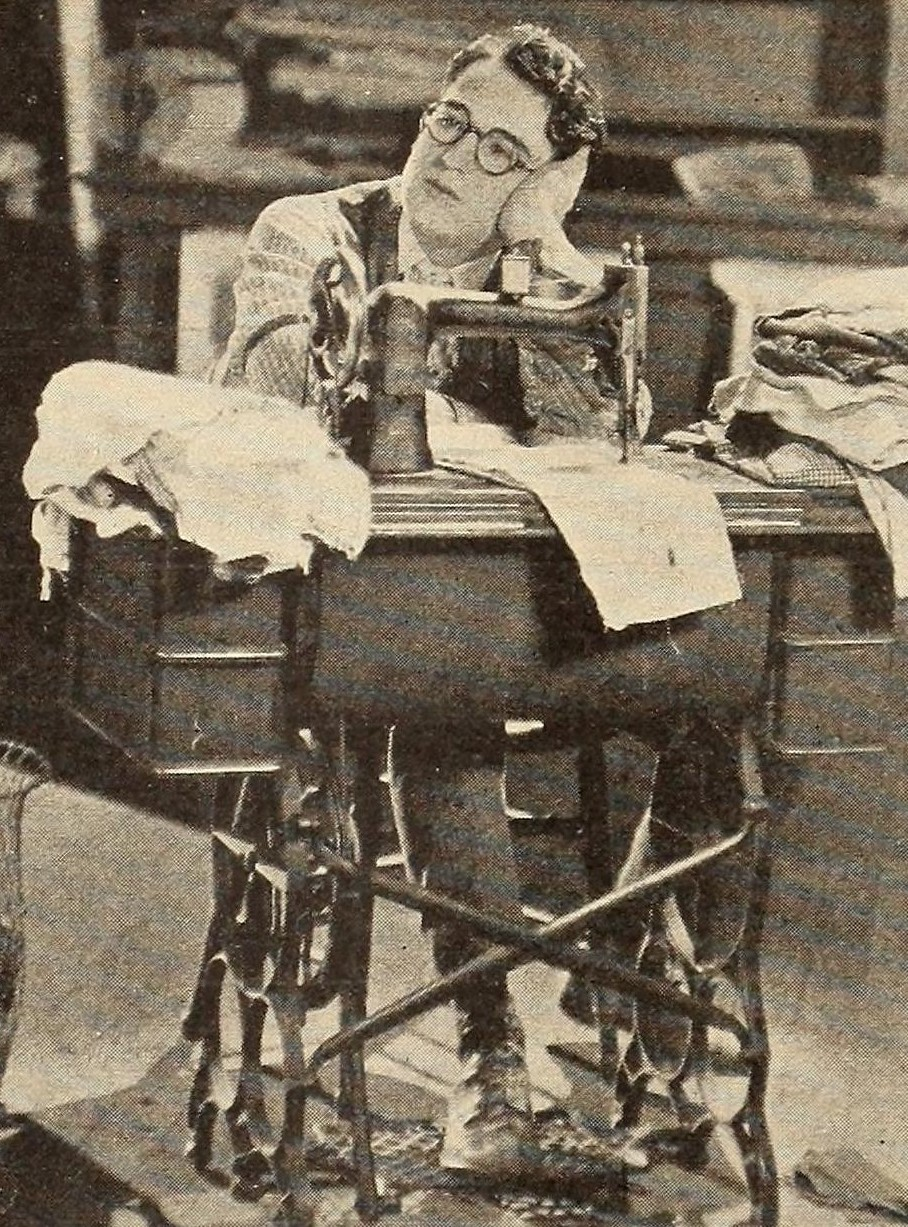
Гарольд Ллойд в роли Гарольда Медоуза, застенчивого и неловкого писателя

В тот же поезд садится молодая и богатая Мэри Бэкингем (Ралстон), у которой в Литл-Бенде ломается автомобиль. В вагоне запрещено провозить собак, поэтому Мэри прячет под платком своего шпица, но питомец спрыгивает, когда поезд отъезжает. Гарольд спасает собаку и помогает Мэри спрятать её от проводника. Девушка замечает рукопись, и Гарольд начинает рассказывать о своей книге, преодолевая заикание. Они настолько увлечены друг другом, что не замечают, как поезд достиг конечного пункта и все остальные пассажиры покинули вагон. Вернувшись домой, Мэри отвергает очередное предложение о браке от настойчивого поклонника Рональда Де Вора, «такого человека, которого люди забывают». 
Получив обратно отремонтированную машину, Мэри намеренно ездит по улицам Литтл-Бенда, надеясь снова увидеть Гарольда. В одну из поездок с ней отправляется Рональд, и его избыточное внимание приводит к тому, что Мэри сворачивает в кювет. В результате машина застревает на окраине Литтл-Бенда. Пока Рональд возвращается в город за буксиром, Мэри решает прогуляться и встречает Гарольда. Рассказав Мэри об оставшейся части книги, Гарольд сообщает ей, что через несколько дней встретится с издателем Роджером Торнби и предложит новую главу, посвящённую Мэри. Они решают встретиться после этого. Тем временем Рональду встречается женщина, которая спрашивает, собирается ли он наконец представить её своей семье, но Рональд прерывает разговор и уезжает на эвакуаторе. 

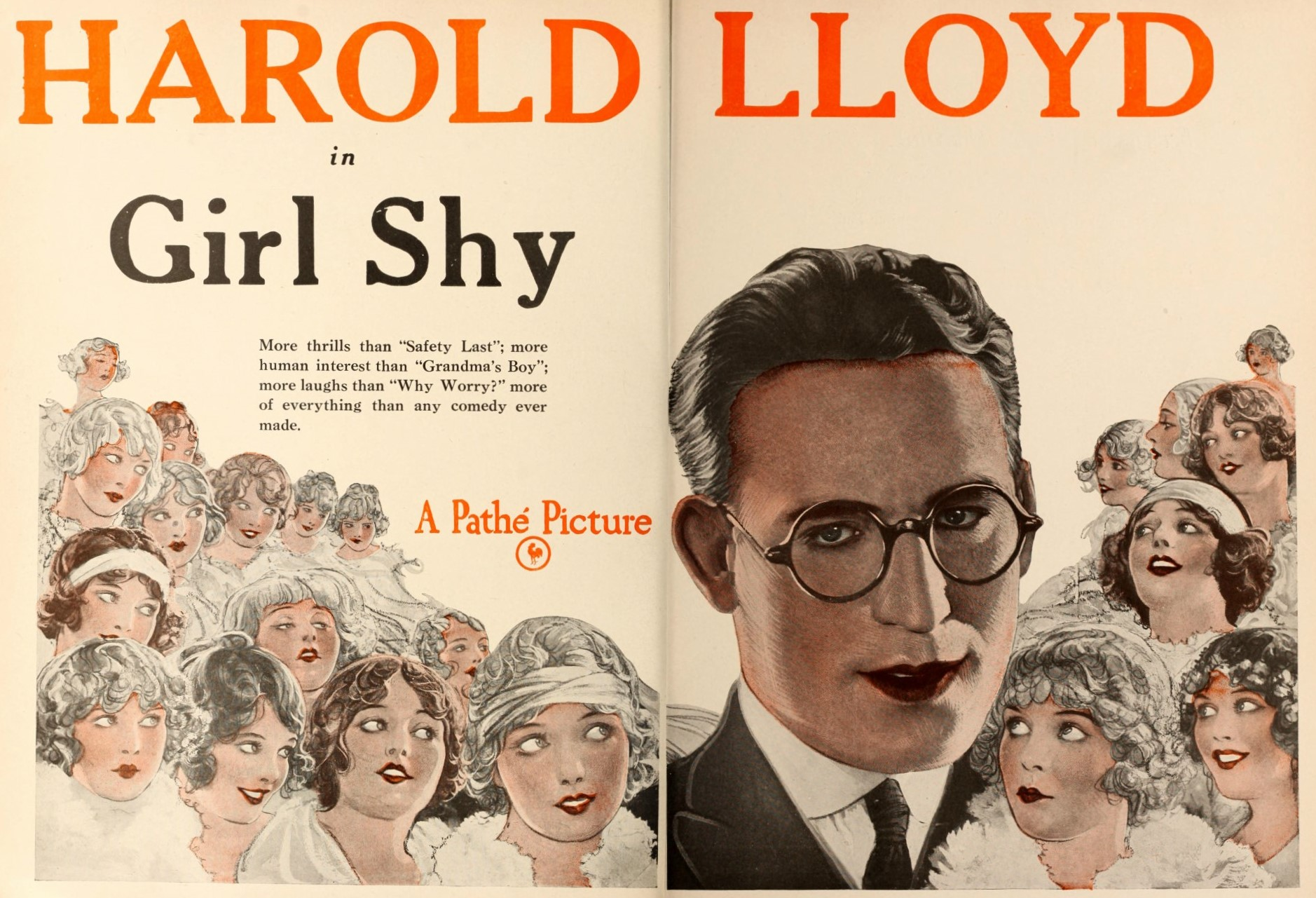
Реклама фильма в Motion Picture News

В издательстве книгу Гарольда находят абсурдно смешной, поэтому Торнби не принимает её к печати и обещает прислать официальный отказ по почте. Гарольд полагает, что, не получив денег за книгу, не сможет попросить Мэри выйти за него замуж. Поэтому он притворяется, что просто использовал девушку в своем исследовании. От горя Мэри импульсивно соглашается выйти замуж за Рональда. Однако один из работников Торнби убеждает главу издательства, что если книга вызвала смех у сотрудников, она заставит смеяться весь мир. Торнби решает опубликовать ее как «Дневник болвана». 
Несколько дней спустя Гарольд получает письмо от издателя, но разрывает его, не открывая, предполагая, что это уведомление об отказе. К счастью, его дядя замечает, что один из обрывков является частью авансового платежа в размере 3000 долларов. В сопроводительном письме говорится, что книга будет опубликована как юмористическая. Сначала Гарольд возмущен, но потом он понимает, что это позволит сделать предложение Мэри. Однако из заголовка газеты он узнаёт, что в тот же день состоится свадьба Мэри и Рональда в поместье семьи Бэкингемов, и решает, что всё потеряно. В этот момент появляется та же самая женщина, с которой Рональд встретился несколькими днями ранее, и, видя газетную историю, со слезами на глазах восклицает, что она жена Рональда. В доказательство она показывает Гарольду медальон со свадебным портретом пары и выгравированными словами «моей жене», которые Рональд подарил ей два года назад. 
Гарольд устраивает стремительную гонку с бутлегерами, автомобильными погонями и многократной сменой транспортных средств, чтобы добраться до места свадьбы. Он врывается на церемонию как раз вовремя, но из-за заикания не может ничего сказать. Поэтому он просто уносит Мэри. Оставшись наедине с любимой девушкой, он рассказывает ей о секрете Рональда и показывает ей медальон. Мэри заставляет Гарольда сделать предложение (остановив его заикание с помощью свистка проходившего мимо почтальона) и тут же его принимает. 

## В ролях

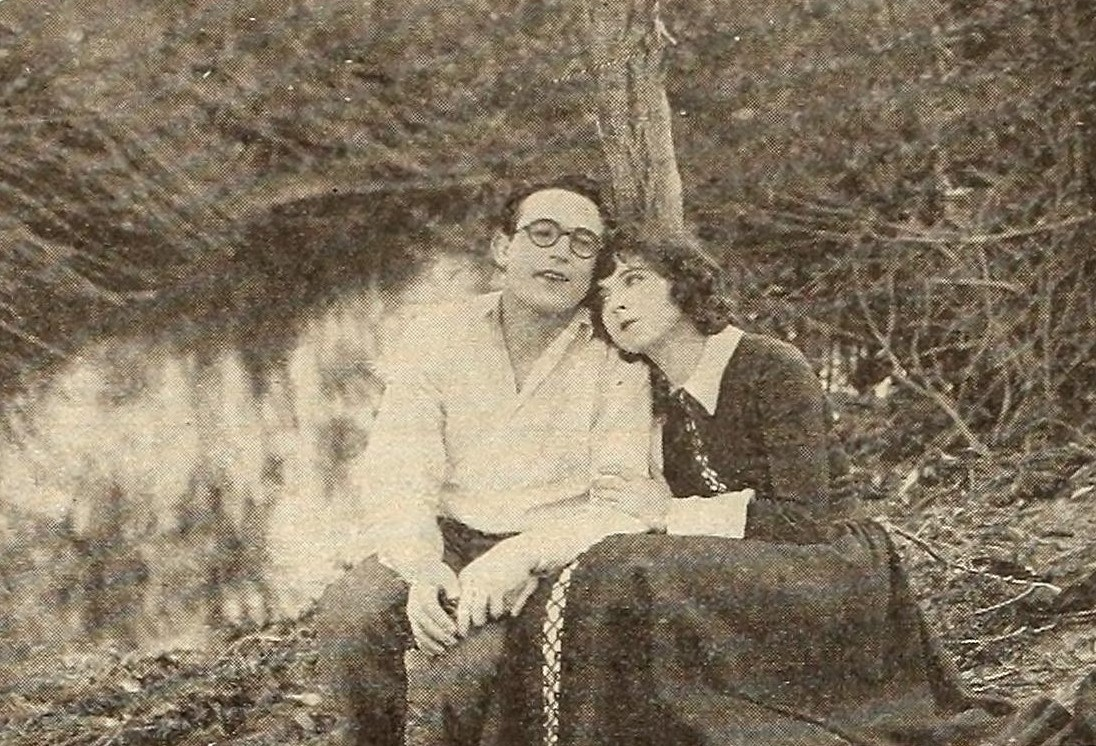
Сцена с участием Гарольда Ллойда и Джобины Ралстон

- Гарольд Ллойд в — Гарольд Медоуза, бедный юноша
- Джобина Ролстон — Мэри Бекингем, богатая девушка

- Ричард Дэниелс — Джерри Медоуз, бедный мужчина
- Карлтон Гриффин — Рональд Де Вор, богатый мужина
- Нола Долберг — девушка-вамп (в титрах не указана)
- Джуди Кинг — девушка-флэппер (в титрах не указана)
- (Неизвестный) — издатель Роджер Торнсби
- Уильям Орламонд — помощника Торнсби (в титрах не указан)
- Гас Леонард — бородатый пассажир поезда (в титрах не указан)
- Эрл Мохан — уснувший пассажир трамвая (в титрах не указан)
- Джо Кобб («Наша банда») — мальчика в ателье (в титрах не указан)
- Джеки Кондон («Наша банда») — мальчика в ателье (в титрах не указан)
- Микки Дэниелс («Наша банда») — газетчик (в титрах не указан)

## Производство
Первый фильм, который Ллойда снял самостоятельно после ухода от Хэла Роуча. Ллойд назвал его «историей персонажа» (в отличие от «фильма-гэга»), количество трюков в нём меньше, чем в других фильмах Ллойда, больше внимания уделяется взаимоотношениям Ллойда и Ролстон. Несмотря на это, длинный финальный эпизод является одним из самых ярких в карьере Ллойда. 
Фильм также стал второй из шести совместных работ Гарольда Ллойда и Джобины Ролстон, также покинувшей студию Хэла Роуча. И в отличие от ранее снятых романтических историй, в «Застенчивом» Ролстон принимала участие и в комедийных сценах. 